# Reims-Marathon

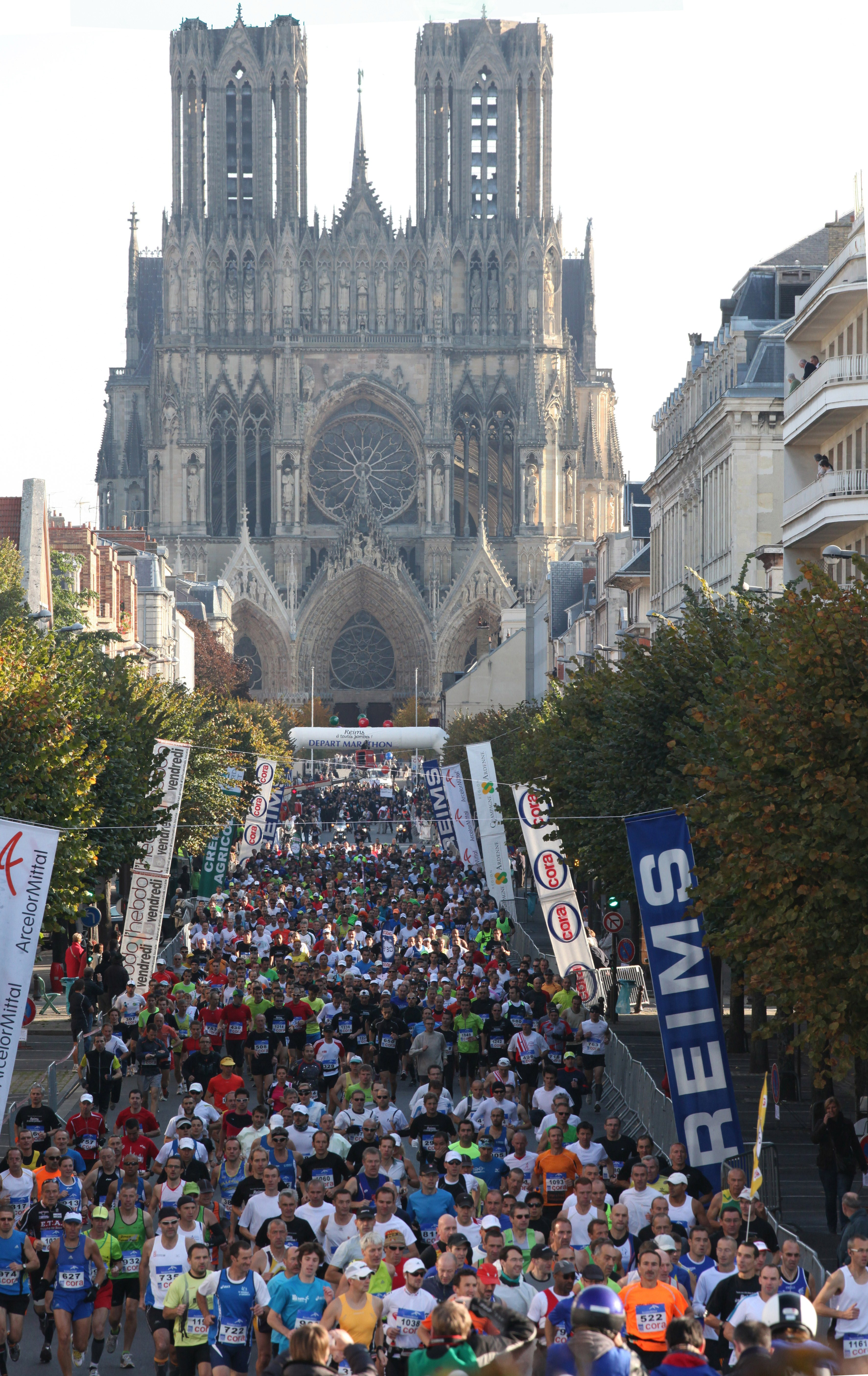
Reims-Marathon 2011, im Hintergrund die Kathedrale von Reims

Der Reims-Marathon (französisch Marathon de Reims) ist ein Marathon in Reims, der seit 1984 im Oktober stattfindet. Er ist hinsichtlich der Streckenrekorde der zweitschnellste in Frankreich nach dem Paris-Marathon. Zusammen mit einem Halbmarathon und einem 10-km-Lauf bildet er die Laufveranstaltung Reims à toutes jambes.

## Strecke
Der Marathon beginnt auf der Rue Libergier vor dem Eingang zur Kathedrale von Notre Dame. Er überquert auf seinem ersten Drittel die Vesle und die Autoroute A4 und führt nach Südosten in den Nachbarort Taissy. Von dort geht es nach Norden in das Stadtgebiet zurück und entlang des Canal de l’Aisne à la Marne zurück ins Zentrum. Danach wird das Stadtzentrum auf einer Wendepunktstrecke mit kleinen Variationen zunächst entgegen dem Uhrzeigersinn und dann im Uhrzeigersinn umrundet und schließlich das Ziel aller Läufe am Parc des Expositions südöstlich des Stadtzentrums erreicht.
Der Halbmarathon beginnt am Canal de l’Aisne à la Marne südlich des Ziels. Nach einer Runde in Richtung Südosten entlang des Kanals läuft man diesem entlang in Richtung Zentrum, das man auf der gleichen Strecke wie der Marathon im Uhrzeigersinn umrundet.
Der 10-km-Lauf beginnt an derselben Stelle wie der Halbmarathon, führt direkt ins Zentrum zum Start des Marathons und mündet nach einer weiteren Schleife in die Kurse der anderen Läufe ein.

## Statistik

### Streckenrekorde
- Männer: 2:06:05, Mark Kiplagat Kipchumba (KEN), 2012
- Frauen: 2:27:38, Alla Schiljajewa (RUS), 1995

### Siegerliste
Quellen: Website des Veranstalters, ARRS
| Datum         | Männer                       | Nation        | Zeit    | Frauen                      | Nation                 | Zeit    |
| ------------- | ---------------------------- | ------------- | ------- | --------------------------- | ---------------------- | ------- |
| 15. Okt. 2017 | Alexandre Purnelle           | Frankreich    | 2:36:17 | Coralie Baudoux             | Frankreich             | 3:01:45 |
| 9. Okt. 2016  | Nicolas Fichter              | Frankreich    | 2:40:49 | Claire Hermange             | Frankreich             | 3:20:35 |
| 11. Okt. 2015 | Guillaume Ninforge           | Frankreich    | 2:43:08 | Ann Czupryniak              | Frankreich             | 3:06:09 |
| 19. Okt. 2014 | Dejene Kelkilew              | Äthiopien     | 2:11:21 | Ayantu Dakebo Hailemariam   | Äthiopien              | 2:33:59 |
| 20. Okt. 2013 | Peter Sitienei Kiplagat      | Kenia         | 2:11:36 | Aberash Nesga               | Äthiopien              | 2:35:11 |
| 21. Okt. 2012 | Mark Kiplagat Kipchumba      | Kenia         | 2:06:05 | Mude Zeytuna Abera          | Äthiopien              | 2:38:45 |
| 16. Okt. 2011 | Demssew Tsega                | Äthiopien     | 2:09:44 | Julia Mumbi Muraga          | Kenia                  | 2:29:36 |
| 17. Okt. 2010 | Stephen Chebogut             | Kenia         | 2:09:38 | Melkam Gisaw                | Äthiopien              | 2:28:58 |
| 18. Okt. 2009 | Hailu Dogaga                 | Äthiopien     | 2:09:34 | Derebe Godana               | Äthiopien              | 2:31:45 |
| 19. Okt. 2008 | David Kemboi Kiyeng -2-      | Kenia         | 2:07:53 | Agnes Jepkemboi Kiprop      | Kenia                  | 2:32:37 |
| 21. Okt. 2007 | David Kemboi Kiyeng          | Kenia         | 2:09:08 | Martha Komu -2-             | Kenia                  | 2:32:47 |
| 15. Okt. 2006 | Pius Maritim                 | Kenia         | 2:13:55 | Martha Komu                 | Kenia                  | 2:32:45 |
| 23. Okt. 2005 | Kasime Adilo                 | Äthiopien     | 2:12:02 | Zekiros Adanech             | Äthiopien              | 2:35:55 |
| 17. Okt. 2004 | Joseph Nguran                | Kenia         | 2:13:31 | Emebet Abossa               | Äthiopien              | 2:35:59 |
| 26. Okt. 2003 | Charles Seronei Kibiwott -2- | Kenia         | 2:10:21 | Beatrice Omwanza            | Kenia                  | 2:32:04 |
| 20. Okt. 2002 | Charles Seronei Kibiwott     | Kenia         | 2:12:12 | Lucy Karimi                 | Kenia                  | 2:35:26 |
| 21. Okt. 2001 | Robert Kiprotich Cheruiyot   | Kenia         | 2:13:17 | Schanna Malkowa             | Russland               | 2:35:56 |
| 22. Okt. 2000 | Benoît Zwierzchiewski        | Frankreich    | 2:10:47 | Chantal Dällenbach          | Schweiz                | 2:33:34 |
| 24. Okt. 1999 | Fekadu Degefu                | Äthiopien     | 2:11:33 | Alla Schiljajewa -2-        | Russland               | 2:31:27 |
| 11. Okt. 1998 | Mohamed Ouaadi               | Frankreich    | 2:09:54 | Irina Permitina             | Russland               | 2:33:29 |
| 12. Okt. 1997 | Ezael Thlobo -2-             | Südafrika     | 2:12:03 | Sinaida Semjonowa           | Russland               | 2:36:19 |
| 20. Okt. 1996 | Ezael Thlobo                 | Südafrika     | 2:09:56 | Alina Tecuţa                | Rumänien               | 2:34:01 |
| 22. Okt. 1995 | Leszek Bebło -2-             | Polen         | 2:09:42 | Alla Schiljajewa            | Russland               | 2:27:38 |
| 23. Okt. 1994 | Vanderlei de Lima            | Brasilien     | 2:11:06 | Stefanija Statkuvienė       | Litauen                | 2:32:22 |
| 17. Okt. 1993 | Vincent Rousseau             | Belgien       | 2:09:13 | Judit Nagy -2-              | Ungarn                 | 2:32:07 |
| 25. Okt. 1992 | Leszek Bebło                 | Polen         | 2:11:42 | Ljuzija Beljajewa           | Russland               | 2:38:09 |
| 20. Okt. 1991 | Jewgeni Okorokow             | Russland      | 2:13:22 | Fabiola Rueda-Oppliger      | Kolumbien              | 2:38:08 |
| 14. Okt. 1990 | Jean-Baptiste Protais        | Frankreich    | 2:17:30 | Judit Nagy                  | Ungarn                 | 2:41:53 |
| 22. Okt. 1989 | Dominique Chauvelier         | Frankreich    | 2:16:28 | Martine van de Gehuchte -2- | Belgien                | 2:44:37 |
| 16. Okt. 1988 | Mohamed Youkmane             | Algerien      | 2:15:46 | Martine van de Gehuchte     | Belgien                | 2:39:18 |
| 18. Okt. 1987 | Al-Laoua Khellil             | Algerien      | 2:16:39 | Véronique Vauzelle          | Frankreich             | 2:42:02 |
| 19. Okt. 1986 | Michel Lelut                 | Frankreich    | 2:17:41 | Tanya Ball                  | Vereinigtes Königreich | 2:54:37 |
| 27. Okt. 1985 | Alain Lazare                 | Neukaledonien | 2:16:07 | Chantal Langlace            | Frankreich             | 2:42:18 |
| 28. Okt. 1984 | Jean-Marie Ancion            | Belgien       | 2:24:50 | Marie-France Vassogne       | Frankreich             | 3:00:17 |